# Marietta Tidei
Marietta Tidei (Civitavecchia, 20 novembre 1975) è una politica italiana, deputata alla Camera durante la XVII legislatura della Repubblica Italiana.

## Biografia
Nata il 20 novembre 1975 a Civitavecchia, in provincia di Roma, figlia di Pietro Tidei, ex sindaco di Civitavecchia ed ex deputato, nonché dal 2018 primo cittadino di Santa Marinella, si è laureata in scienze dell'amministrazione, con una tesi in diritto dell’Unione Europea dal titolo "la politica mediterranea della UE", e svolge la professione di impiegata.
Alle elezioni comunali nel Lazio del 2007 si candida al consiglio comunale di Civitavecchia, tra le liste dei Democratici di Sinistra (DS) a sostegno del candidato sindaco del centro-sinistra Nicola Porro, venendo eletta consigliera comunale di opposizione. Nello stesso anno aderisce allo scioglimento dei DS e la conseguente nascita del Partito Democratico (PD), di cui farà parte della segreteria regionale nel Lazio e andrà a ricoprire l’incarico di vicesegretaria provinciale di Roma.
Nel dicembre 2012 partecipa alle elezioni primarie "Parlamentarie” del PD per scegliere i candidati al Parlamento alla imminenti elezioni politiche, ottenendo 7.804 preferenze, venendo candidata alla Camera dei deputati, tre le liste del PD nella circoscrizione Lazio 1 in quarta posizione, e risultando eletta deputata. Nella XVII legislatura della Repubblica è stata componente delle commissioni parlamentari Affari esteri e comunitari e Attività produttive, commercio e turismo, oltre a far parte del Comitato parlamentare per i procedimenti di accusa, del Comitato permanente sui diritti umani, della delegazione italiana all'Assemblea parlamentare dell'OCSE e del Comitato permanente sugli italiani nel mondo e la promozione del sistema paese.
Non si ripresenta al Parlamento alle elezioni politiche del 2018, ma si candida alle elezioni regionali nel Lazio del 2018 tra le liste del PD, nella coalizione del presidente uscente Nicola Zingaretti, venendo eletta nella circoscrizione di Roma in consiglio regionale del Lazio.
A fine ottobre 2019 annuncia il suo passaggio ad Italia Viva, partito fondato da Matteo Renzi di stampo liberale e centrista.
Alle regionali laziali del 2023 si è ricandidata per la lista elettorale Azione - Italia Viva, a sostegno dell'assessore uscente Alessio D'Amato, venendo rieletta consigliera regionale del Lazio come prima degli eletti nella medesima circoscrizione con 9.556 preferenze, andando a ricoprire l'incarico di capogruppo di Italia Viva in consiglio regionale.
Nel maggio del 2024, in occasione delle elezioni europee, viene candidata per la lista di scopo Stati Uniti d'Europa (costituita da +Europa, Italia Viva e altri partiti) in terza posizione nella circoscrizione centrale.
Con 16.118 preferenze raccolte si piazza terza dietro a Matteo Renzi ed Emma Bonino e non è eletta poiché la lista non supera lo sbarramento.